# Electronic Frontier Foundation
Electronic Frontier Foundation – założona w lipcu 1990 roku w Stanach Zjednoczonych organizacja pozarządowa mająca na celu walkę o wolności obywatelskie (takie jak prawo do anonimowości, prywatności i wolności słowa) w elektronicznym świecie (prawa cyfrowe). Jej twórcami są Mitch Kapor, John Gilmore i John Perry Barlow.
Organizacja EFF patronuje między innymi systemowi Tor, programowi zapewniającemu anonimowość w sieci. Prowadzi bazę danych drukarek wykorzystujących steganografię drukarkową. Ważniejsze sprawy, w które fundacja się zaangażowała:
- aresztowanie rosyjskiego programisty Dimitrija Skliarowa z powodu pozwu, jaki przeciwko niemu złożyło Adobe Systems (za złamanie zabezpieczeń elektronicznych książek),
- egzekwowanie na szeroką skalę przez DVD Copyright Control Group zakazu rozpowszechniania nielicencjonowanych odtwarzaczy DVD (zob. Content Scramble System),
- protest przeciwko projektowi ustawy SSSCA,
- wniesienie pozwu przeciwko AT&T i Narodowej Agencji Bezpieczeństwa w związku z przechwytywaniem e-maili i podsłuchiwaniem rozmów abonentów bez nakazu sądu przez oskarżonych.